# Gare de Varangéville - Saint-Nicolas
Gare de Varangéville - Saint-Nicolas vasútállomás Franciaországban, Varangéville településen.

## Vasútvonalak
Az állomást az alábbi vasútvonalak érintik:
- Noisy-le-Sec-Strasbourg-Ville-vasútvonal

## Kapcsolódó állomások
A vasútállomáshoz az alábbi állomások vannak a legközelebb:
- Gare de Laneuveville-devant-Nancy
- Gare de Dombasle-sur-Meurthe
- Gare de Nancy-Ville
- Gare de Blainville - Damelevières